# Basatin al-Asad
Basatin al-Asad (arab. بساتين الأسد) – miejscowość w Syrii, w muhafazie Tartus. W 2004 roku liczyła 3228 mieszkańców.